# William Miller (predicator)
William Miller (n. 15 februarie 1782 - d. 20 decembrie 1849) a fost un predicator baptist american, care a declanșat marea trezire interconfesională din anii 1840-1844, prin anunțarea celei de-a doua veniri a lui Iisus Hristos în 1843-1844, întemeiat pe o serie de studii biblice, în special profetice și apocaliptice. Deoarece în limba engleză venirea lui Christos se numește Advent, adepții lui William Miller (milleriții) au fost numiți adventiști, iar curentul religios și teologic s-a numit adventism. Confesiunile care își au originea în această mișcare sunt clasificabile ca adventiste, indiferent dacă mențin numele de adventist sau caracterul și teologia inițială.

## Viața și activitatea

### Biografie
Miller s-a născut la 15 feb. 1782, în Pittsfield, Massachusetts. Părinții lui au fost: căpitanul William Miller, un veteran al revoluției americane, și Paulina, fiica pastorului baptist Elnathan Phelps. Când William avea 4 ani, familia lui s-a mutat la țară în Low Hampton, statul New York. Miller a fost educat acasă de mama lui până la vârsta de 9 ani, când a început să meargă la nou înființata școală din districtul East Poultney. Nu se știe dacă Miller a făcut și alte studii până la vârsta de 18 ani, deși a învățat mult ca autodidact, citind tot ceea ce-i cădea în mână. Ca tânăr, a avut acces la biblioteca particulară a judecătorului James Witherell și la biblioteca congressman-ului Matthew Lyon, în apropiere de Fairhaven, Vermont.
În 1803, Miller s-a căsătorit cu Lucy Smith și s-au mutat în zona din care provenea ea, în Poultney, unde au ridicat o fermă. În timpul cât a locuit în Poultney, Miller a fost ales în mai multe funcții publice, începând cu cea de polițist. În 1809 a fost urcat la gradul de sub-locotenent de poliție și la o dată necunoscută a fost ales judecător de pace. Miller a servit poliția din Vermont și a fost avansat la gradul de locotenent pe data de 21 iulie 1810. Pe atunci devenise deja un om înstărit, având casă, pământ mult și cel puțin doi cai.
Curând după mutarea lui în Poultney, Miller a respins învățăturile baptiste și a devenit deist. În biografia sa, Miller spune: „Am devenit prieten cu cei mai influenți oameni din localitate [Poultney, Vermont], care erau deiști; dar erau cetățeni buni, de o moralitate și ținută serioasă. Ei mi-au pus în mână lucrările lui Voltaire, David Hume, Thomas Paine, Ethan Allen, și alți scriitori deiști.“ Ca deist, Miler a respins asocierea cu creștinismul și a devenit un membru mason (= francmason / germ. Freimaurer) activ. În cartea lui Sylvester Bliss, „Memorii despre William Miler“ găsim scrise următoarele:
„Aici [în Poultney, Vermont], Domnul Miller a devenit membru al frăției masonice, unde și-a dovedit perseverența, întrucât a avansat la cel mai înalt grad pe care lojele masonice îl puteau oferi în această țară și în această regiune.”
În biografiile și cărțile istorice din Vermont îl găsim pe lista celor mai proeminenți oameni pe Căpitanul William Miller, ca fiind unul dintre primii maeștri ai lojei Steaua Dimineții, cu gradul de Mare Maestru Nr. 27. Această lojă fusese organizată în Poultney înainte de anul 1800. Un autor susține că Miller obținuse gradul de Mason al Arcului Regal. Practic toți biografii lui Miller recunosc că acesta a făcut parte din elita masonică. Chiar și mai târziu, după ce se va reconverti la credința baptistă în 1831, și se va retrage din masonerie, Miller nu va disprețui pe masoni și nu va demoniza niciodată frăția masonică. Dimpotrivă, în scrierile lui apar unele explicații privitoare la masonerie, iar într-una din scrisorile lui Miller se poate simți satisfacția lui la știrea că agitația antimasonică din Poultney s-a stins.
La izbucnirea războiului din 1812, Miller a adunat o companie cu care a călătorit la Burlington, Vermont, unde a fost transferat la Regimentul 30 Infanterie al armatei Statelor Unite, cu gradul de locotenent și cu funcția de agent de recrutări, după care la 1 feb. 1814 a fost înaintat la gradul de căpitan. Martor la scenele specifice războiului, privind moartea și rănirea unor camarazi din apropierea sa, Miller a văzut victoria americană și supraviețuirea sa ca pe o adevărată minune, ceea ce a început să intre în conflict cu teoriile deiste. Mai târziu avea să scrie: „Mi se părea că Ființa Supremă trebuie să fi vegheat asupra intereselor acestei țări într-un mod special, salvându-ne din mâinile dușmanilor noștri. Un rezultat atât de surprinzător, neașteptat în asemenea împrejurări, mi s-a părut a fi lucrarea unei puteri mai înalte decât a omului."[3]

### Convertirea și misiunea lui Miller
Ororile războiului, precum și victoria americanilor asupra englezilor, l-au determinat pe Miller să-și reconsidere vederile filozofice. După terminarea războiului, Miller s-a retras din armată în 1815, întorcându-se acasă la Poultney, apoi mutându-se la Low Hampton. Biografii lui descriu deprimarea pe care i-a cauzat-o această credință de liber-cugetător lipsită de orice speranță și care nu oferea vieții nici un sens. A început să conștientizeze tot mai mult că este un muritor, iar moartea tatălui și a sorei lui au accentuat această obsesie. Ca urmare, Miller s-a apucat serios de studiul Scripturii, ceea ce l-a făcut să se apropie din nou de credința baptistă a părinților lui, prețuind tot mai mult Biblia și să luând poziție publică împotriva deismului. Miller descrie cum amintirea imaginii lui Iisus din Evanghelie l-a salvat din disperarea deistă și l-a întors la speranța creștină care se găsește în Cuvântul lui Dumnezeu.
William Miller a început un studiu tot mai profund și mai amplu al Bibliei, atât pentru nevoile lui spirituale, cât și pentru a putea răspunde provocărilor lansate de prietenii săi deiști, fiind tot mai pasionat de a arăta că Biblia este o carte plină de armonie și nu de contradicții. S-a apucat să studieze Biblia verset cu verset, decis să nu treacă mai departe până nu înțelege sensul. În acest demers, Miller a ajuns la profețiile cărții lui Daniel, pe care le-a privit cu aceeași seriozitate.
Întemeindu-se pe profeția din Daniel 8:14, după traducerea KJV ("Unto two thousand and three hundred days; then shall the sanctuary be cleansed."), Miller a înțeles curățirea sanctuarlui ca fiind purificarea pământului prin foc la a doua venire a lui Iisus Hristos. Apoi folosind „principiul zi-an”, a fost convins și plăcut surprins că perioada de 2.300 de „zile” începea cu decretul de rezidire a Ierusalimului dat de Artaxerxes I împăratul Persiei, în anul 457 î.e.n. Calculul foarte simplu arăta că termenul profetic se încheia undeva pe la anul 1843.

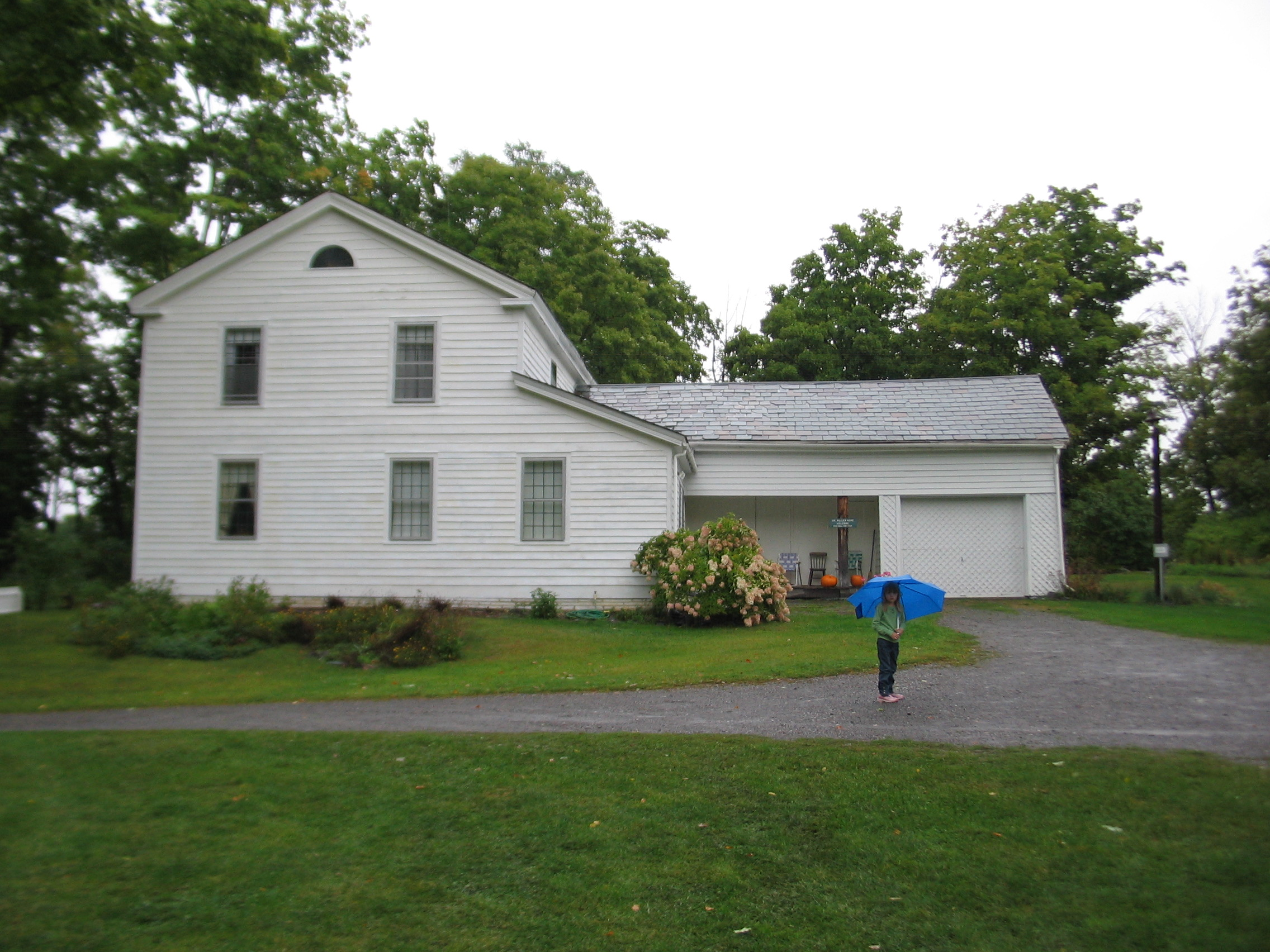
Casa lui William Miller din New York

Chiar dacă în 1818 Miller era deja convins de calculul lui, el a continuat să studieze în particular până în 1823, pentru a se asigura de corectitudinea interpretării lui. În Septembrie 1822, Miller și-a scris concluziile lui într-un document de 22 puncte, unde articolul 15 afirmă: „Cred că a doua venire a lui Iisus Hristos este aproape, „chiar la uși”, și anume peste 21 de ani, în anul 1843 sau posibil mai înainte." În ciuda convingerilor lui, Miller nu a început să le predice, până în prima duminică din August 1831, în localitatea Dresden.
În 1832 Miller a trimis spre publicare o serie de 16 articole în ziarul baptist local, Vermont Telegraph. Datorită faptului că nu reușea să facă față cererilor de predicare și de a călători pentru a da informații cu privire la interpretările lui, Miller a mai publicat un rezumat al învățăturilor lui profetice în 64 de pagini cu titlul: „Dovezi din Scriptură și Istorie cu privire la a doua venire a lui Iisus Hristos în jurul anului 1843”
După anul 1840, adventismul millerit s-a transformat dintr-o mișcare rurală, obscură, într-o campanie națională care a inflamat populația din orașele americane. O mulțime de pastori din diverse confesiuni s-au asociat cu Miller ca să-l ajute în această trezire religioasă a bisericilor. Nu se intenționa fondarea unei noi biserici. Adventismul era o mișcare interconfesională, ecumenică, acceptând membrii oricărei biserici care credeau în Iisus Christos și luau în serios revenirea Sa iminentă. Credincioșii se întâlneau în săli publice sau în diverse biserici, unde predicatori adventiști erau invitați, fără a renunța la calitatea lor de membri în bisericile lor. Periodic constituiau „conferințe generale”, care erau prezidate de lideri aleși. Unul dintre aceștia (Henry Dana Ward) era dintre cei care nu credeau în fixarea de date, dar credea în venirea apropiată a lui Iisus. Spre deosebire de alte valuri de trezire americane care trecuseră, Mișcarea Millerită, cu puține excepții, a fost ocolită de fanatisme, în ciuda zvonurilor populare alimentate de unii jurnaliști ostili.
Predicile lui Miller sunt descrise de biografi ca fiind serioase, profunde, inspirând tăcere, nu isterie religioasă, și conduceau la pocăință, nu la porniri fanatice. În mod inevitabil însă, credința milleriților ducea la sacrificii mari pentru progresul misiunii adventiste, prin predicare și prin publicații care treceau chiar dincolo de granițele țării. Multe proprietăți au fost vândute, iar în ajunul termenului fixat, pământul milleriților a rămas necultivat. William Miller a fost printre primii care și-au sacrificat averea.
În ciuda dorinței adepților lui, Miller nu fixase la început o dată exactă a celei de a doua veniri. Dar, ca răspuns, el a indicat anul religios iudaic, dintre 21 martie 1843 și 21 martie 1844. Data de 21 martie 1844, sfârșitul acestui an iudaic a trecut pe lângă ei, cauzând prima mare dezamăgire și pierderea multor credincioși care au abandonat adventismul. În urma altor discuții și studii, evenimentul a fost mutat la 18 aprilie 1844, după calendarul evreilor karaiți. Dar, ca și datarea anterioară, 18 Aprilie a trecut, fără ca Iisus să revină. Miller a răspuns public scriind:
„Îmi mărturisesc greșeala, și-mi recunosc dezamăgirea; cu toate acestea încă cred că ziua venirii Domnului este foarte aproape, chiar la ușă. “
Deși la adunarea de tabără din August 1844, Samuel Snow a prezentat un nou studiu, care dovedea că a Doua Venire va avea loc pe 22 octombrie 1844, și această dată, pe care Miller a acceptat-o foarte târziu, a trecut fără se întâmple nimic. Ziua de 23 octombrie 1844 a devenit Ziua marii dezamăgiri adventist-milerite, trăgând după ea un nou val de părăsire a mișcării. Nu se știe exact cât de mulți au fost adepții acestei mișcări în perioada 1840-1844. Unii autori menționează 50.000, alții mult mai mult, până la 500.000. Depinde și de momentul la care se referă numărul. După dezamăgire, majoritatea acestora s-au întors în bisericile lor sau în lume. Dar și cei ce au rămas fideli mișcării au suferit puternic dezamăgirea. Hiram Edson, de exemplu, își amintea: „Speranțele și așteptările noastre au fost spulberate și am plâns cum nu mai plânsesem niciodată. Am plâns și am plâns până ce ziua a trecut.”
Miller nu a părăsit niciodată credința în revenirea apropiată a lui Iisus. A recunoscut încodată public că interpretarea lui trebuie să fie greșită pe undeva, dar a refuzat să facă noi calcule, afirmând că data cea mai bună pe care a descoperit-o este astăzi. A murit după cinci ani, la 20 dec 1849, cu această convingere puternică, și a fost înmormântat lângă casa lui de fermier din Low Hampton, NY, care a devenit, între timp, muzeu național.

### Moștenire
După Marea Dezamăgire, adventiștii rămași în jurul lui Miller s-au constituit în Asociația Milenială Americană, dintre care unii s-au numit mai târziu Adventiști Evanghelici. Aceste două denumiri care constituiau trunchiul principal al mișcării millerite aproape s-au stins pe la sfârșitul secolului 19. O doamnă adventistă foarte influentă, Clorinda Minor, o sabatistă care totuși nu s-a alăturat părinților fondatori ai adventismului sabatarian, a condus o mișcare de tip evanghelic-sionist, încurajând plecarea în Palestina și constituirea de kibuțuri în vedrea împlinirii profeției și așteptarea Domnului. Această mișcare nu a dus la înființarea unei noi confesiuni.
Majoritatea acestor grupări millerite păstrau credința în nemurirea sufletului și duminicalismul. Cei care încercau noi explicații și raționalizări cronologice credeau că, de moment ce anul profetic era corect, venirea Domnului trebuia să aibă loc în curând, la o dată care trebuie aflată. Ar putea fi o eroare omenească de calcul pe undeva. Acest grup de adventiști există și astăzi sub numele de Advent Christian Church (Biserica Creștină a Adventului), numărând vreo 60.000 de membri. Ei au fost influențați de un alt grup adventist cu care s-au și unit în secolul 20: mișcarea Life and Advent Union. Aceștia evidențiau credința privitoare la starea inconștientă a morților și anihilarea finală a păcătoșilor, precum și o doctrină antitrinitarienă.
Un alt grup important considera că Iisus revenise în 1844, într-adevăr, dar în duh, nu în trup. Ca urmare, au declarat că la 22 octombrie începuse mileniul sabatic, când nu se mai lucrează. Ca urmare, încurajau manifestări neobișnuite de “bucurie” și de “umilință”, cum ar fi dansul religios, mersul în patru labe, sărutul „frățesc” (inclusiv între bărbați și femei) etc. În 1876 a luat ființă mișcarea Bible Students, cunoscută astăzi ca „Martorii lui Iehova”, cu un număr de peste 7 milioane de membri. Ea a fost întemeiată de Charles Taze Russel, un tânăr care părăsise credința familiei lui (prezbiterieni /calviniști) și devenise deist, apoi se reconvertise la creștinism datorită predicării și învățăturii adventiste.
Cea mai importantă confesiune millerită este reprezentată astăzi de Adventiștii de Ziua a Șaptea, o Biserică mondială care s-a ridicat la aproape 20 milioane de membri, dar care, după Dezamăgire, încă nu exista. Tentativele dezinteresate ale unor milleriți, care au prețuit atât autoritatea supremă a Bibliei, cât și rugăciunea credinței și legătura frățească, fără a renunța la experiența adventistă prin care trecuseră, au consituit un grup care nu și-au dat inițial nici un nume, dar au fost numiți de ceilalți “adventiști sabatarieni”, sau porecliți “adventiștii ușii închise”. Acest grup de numai câteva zeci de persoane și-au clarificat primele punctele de credință distinctive în 1848 (sabatul zilei a șaptea, curățirea sanctuarului, starea morților, spiritul profeției). În timp ce adventiștii care nu primeau sabatul deveneau tot mai divizați și primeau noi rătăciri (cum ar fi invazia spiritismului de la 1848), adventiștii sabatiști au apărut și crescut aproape din nimic, dezvoltând treptat înțelegerea doctrinei biblice și a vieții creștine.
După 1860 au adoptat stilul de viață sănătos și organizarea ca Biserică sub numele de Adventiști de Ziua a Șaptea. După 1888 au căpătat un accent evanghelic și un puternic avânt misionar în America și în afara Americii. Între 1890-1930 au reușit să se dezbare treptat de influențele antitrinitariene. Nici confesiunea sabatistă nu a fost ocolită de spectrul unor schisme, erezii și divizări pe motive diverse, unele din ele fiind deosebit de scandaloase pe plan mondial. Totuși, în timp ce credincioșii care au rămas pe platforma adevărului au fost binecuvântați de Dumnezeu în mod special, ca indivizi și ca organizație, celelalte grupuri de AZS sunt mult mai modeste numeric și ca impact social, totalizând la un loc sub 200.000, așa numitele “Biserici ale lui Dumnezeu” (cu cel mult 100.000), “Mișcarea de Reformă” (c. 35.000), Davidienii și alții (foarte puțini).
Confesiunile adventiste, care-și au originea în mișcarea lui William Miller, au atitudini diferite față de Miller și față de mișcarea inițiată de el. În mod paradoxal, unii (cum ar fi cazul Martorilor lui Iehova) își ignoră total rădăcinile, dar au continuat să fixeze noi date ale evenimentelor apocaliptice, cu același rezultat. Alții, își recunosc originile și au păstrat obiceiul de a calcula noi date ale Parusíei (Adventului). În sfârșit, alții își recunosc originea millerită și o consideră ca având rol pozitiv, în ciuda eșecului previziunilor, dar sunt nefavorabili fixării de date.

## Legături externe
- Adventist Archives Arhivat în 18 iulie 2006, la Wayback Machine. Contains articles by and biographies of William Miller
- A Brief History of William Miller Published by Advent Christian Publication Society (1915)
- William Miller: The End of Time and the Adventist Sects by John H. Martin
- "American Adventism: The Great Disappointment Arhivat în 7 martie 2012, la Wayback Machine." by Bruce Shelley. Christian History & Biography, 1 January 1999
- "The Midnight Cry Arhivat în 22 martie 2012, la Wayback Machine." Full text archive of Miller's journal "The Midnight Cry" published from 1842 - 1843.

### Cărți online
Cărți online de William Miller:
- Views of the Prophecies and Prophetic Chronology, Selected from Manuscripts of William Miller with a Memoir of His Life - (1841).
- Evidence from Scripture and History of the Second Coming of Christ, About the Year 1843; Exhibited in a Course of Lectures - (1842).
- Dissertations On the True Inheritance of the Saints, and the Twelve Hundred and Sixty Days of Daniel and John; With an Address To the Conference of Believers In the Advent Near - (1842).
- Sketches of the Christian Life and Public Labors of William Miller, (gathered from his memoir by the late Sylvester Bliss, and from other sources). By Elder James White - (1875).